# پلاتینگ
پلاتینگ (به آلمانی: Palting) یک منطقهٔ مسکونی در اتریش است که در برونو آم این واقع شده‌است. پلاتینگ ۱۱٫۵ کیلومتر مربع مساحت دارد ۵۱۴ متر بالاتر از سطح دریا واقع شده‌است.